# 熊果
熊果又名熊葡萄、熊莓，是杜鵑花科熊果屬的一種植物。

## 形態

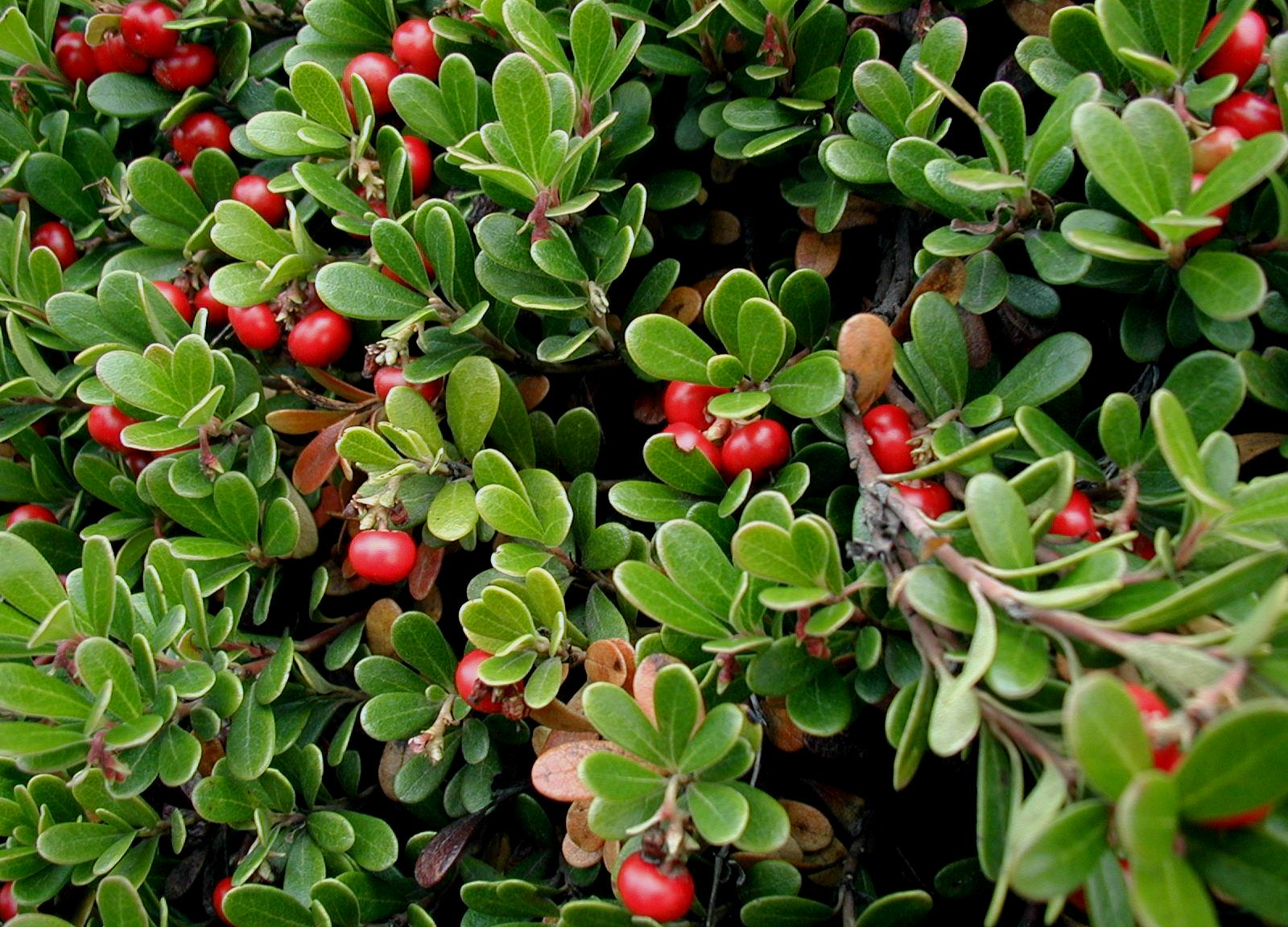
熊果

匍匐性小型灌木，株高約5-30公分。老莖褐色，嫩莖通常為綠色，不過在日照較強的地區嫩莖則呈現紅色。葉為常綠性，可以持續生長在樹上1-3年才會掉落，葉小，單葉，互生，倒卵形，質地硬且厚；葉面光亮，葉暗綠色，葉背的顏色比葉面淡。在春天開花，花期為每年的三月至六月，花小，白色或粉紅色。果實為紅色的漿果。

## 分佈
熊果分佈在北極圈及廣泛的分佈在北半球，在北半球低緯度地區只分佈在高海拔的山區。
在歐洲的分佈範圍，由冰島及挪威的北開普，往南至西班牙南部（內華達山脈）、義大利中部（亞平寧山脈）及希臘北部（品都斯山脈）。
在亞洲的分佈範圍，由西伯利亞北極地區，往南至土耳其、高加索及喜瑪拉雅山脈。
在北美洲的分佈範圍，由阿拉斯加北極地區、加拿大及格陵蘭，往南至美國的加利福尼亞州、新墨西哥州的洛磯山脈及美國東北部的阿帕拉契山脈。

## 用途
熊果可以做為藥用植物，它的葉子中含有熊果素，熊果素有抗菌的功效，是一種溫和的利尿劑，可以用來治療泌尿系統的疾病，包括膀胱炎、尿路結石。熊果素也可以減少皮膚黑色素的形成，具有美白的功效，而被用於化妝品中。
將熊果的葉子浸泡在乙醇中，可以製作成熊果葉的萃取液，使用時需加水稀釋。
熊果是一種很有觀賞價值的常綠植物，可以做為觀賞植物使用。也可以做為水土保持的植物，有防止水土流失的作用。由於熊果的葉子含有豐富的單寧酸，在以前也被拿來鞣製皮革。

## 亞種
熊果有四個亞種：
- 熊果（Arctostaphylos uva-ursi subsp. uva-ursi）–分佈於北極圈及其周邊地區。
- Arctostaphylos uva-ursi subsp. adenotricha–分佈於美國的內華達山脈。
- Arctostaphylos uva-ursi subsp. coactilis–分佈於美國加州的北海岸、中海岸及舊金山灣區。
- 瓜地馬拉熊果（Arctostaphylos uva-ursi subsp. cratericola）–特產於瓜地馬拉海拔3000-4000公尺的山區。

## 外部連結
- USDA Plants Profile （页面存档备份，存于）（美國農業部）
- Medicinal Plants（藥用植物）

## 文獻
- Casebeer, M. (2004). Discover California Shrubs. Sonora, California: Hooker Press. ISBN 0-9665463-1-8